# Express Freighters Australia
Express Freighters Australia es una aerolínea de carga con base en Sídney, Australia. Fue fundada en agosto de 2006 y es propiedad totalmente de Qantas.

## Historia
Qantas anunció que Express Freighters Australia iniciaría sus operaciones en octubre de 2006 con un avión y cuatro pilotos, incrementando la cifra hasta los cuatro aviones y más de cuarenta pilotos en marzo de 2007. Se intentó inicialmente que la aerolínea se dedicase exclusivamente al transporte de carga aérea doméstica para elementos que debían ser trasladados urgentemente como correo, equipamiento eléctrico y ordenadores. Inició sus operaciones el 24 de octubre de 2006, inicialmente operando un Boeing 737-300, y lo amplió posteriormente hasta los cuatro aparatos en 2007.
Los cuatro 737 suplantaron a los Boeing 727-200 anteriormente operados a través de Australian air Express (filial parcial de Qantas) por National Jet Systems.

## Flota

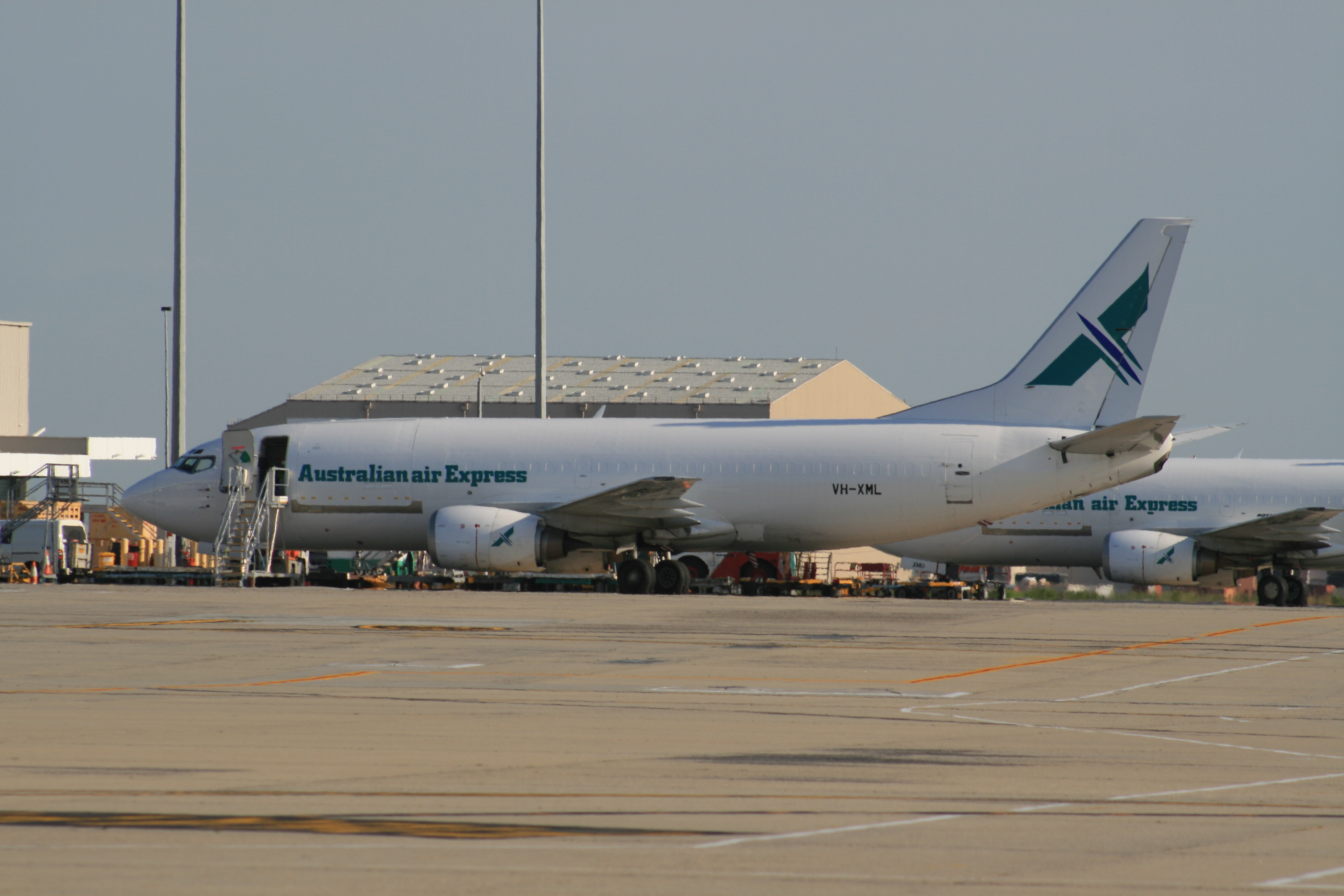
Boeing 737-300 VH-XML de Express Freighters Australia

En diciembre de 2021 la flota de Express Freighters Australia se compone de las siguientes aeronaves, con una edad media de 28.2 años:
| Airbus A321-200F | 3 | — |  |  |  |  |
| Boeing 737-300F  | 4 | — |  |  |  |  |
| Boeing 737-400F  | 1 | — |  |  |  |  |
| Boeing 767-300F  | 1 | — |  |  |  |  |
| Total            | 9 | — |  |  |  |  |

Los aviones fueron anteriormente parte de la flota de pasajeros de Qantas y son, aun a día de hoy, propiedad de Qantas.